# Danh sách tòa nhà cao nhất Warszawa
Đây là danh sách các tòa nhà cao nhất hiện có tại thủ đô Warsaw, Ba Lan, mỗi tòa nhà có chiều cao hơn 100 mét.

## Cấu trúc cao nhất

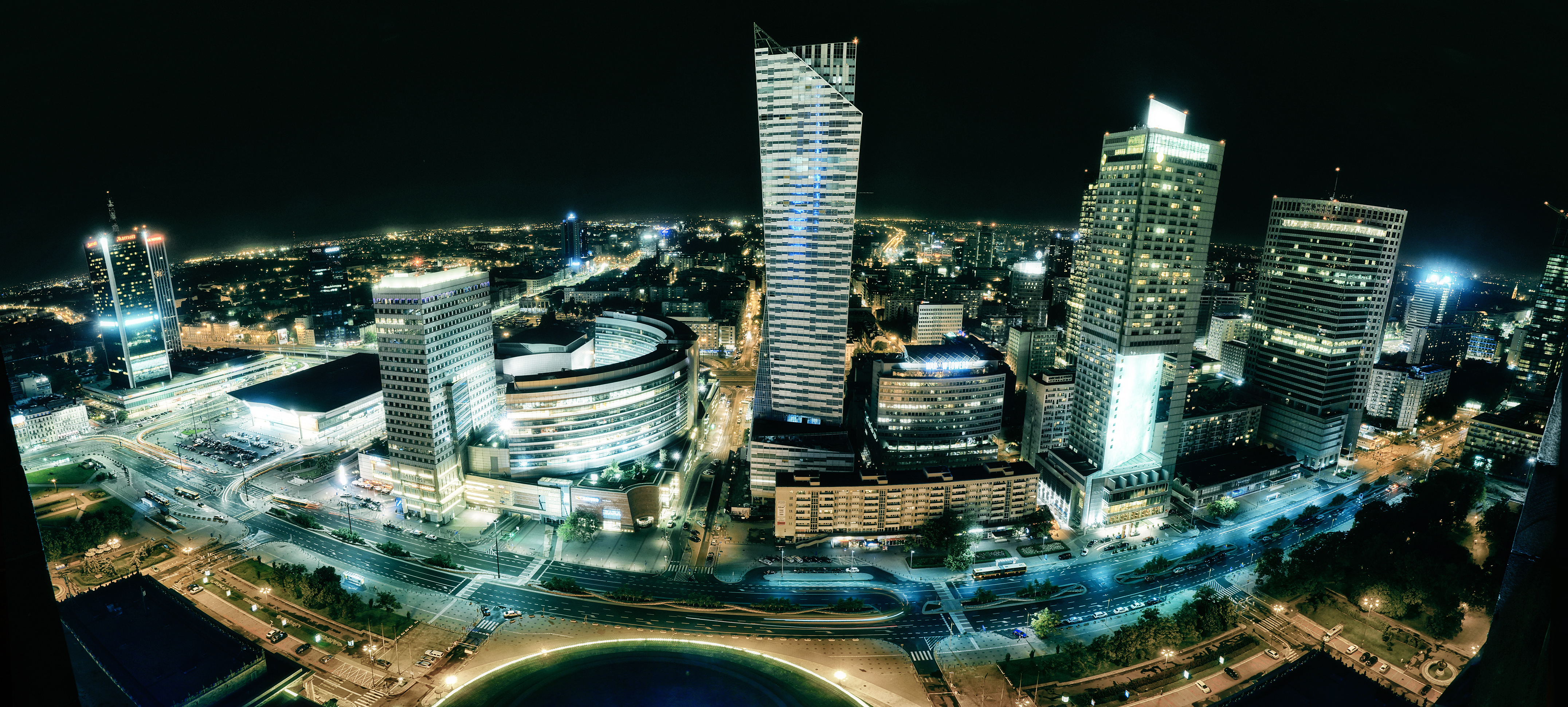
Phố Plili Emilii, Warsaw

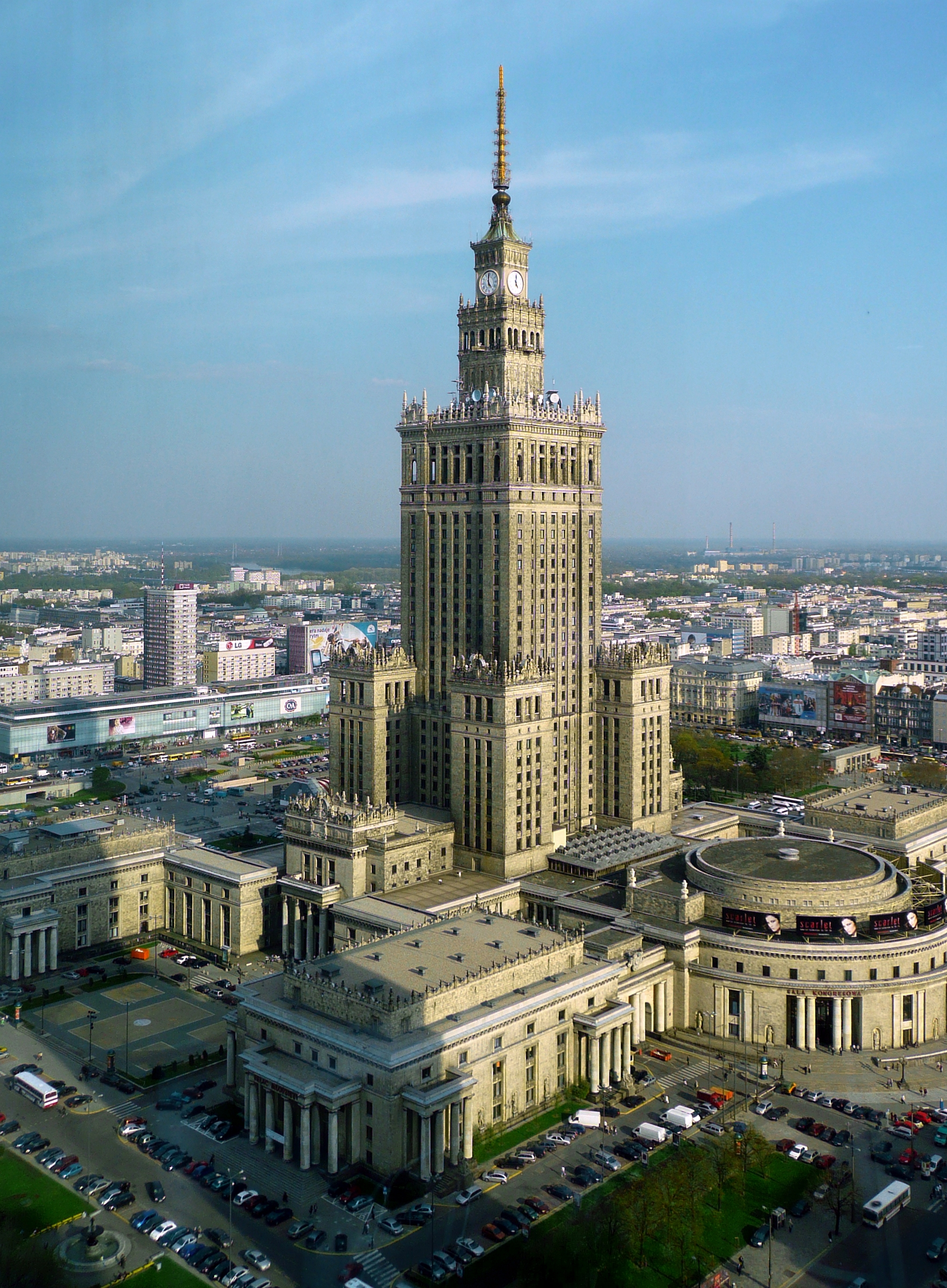
Tòa nhà cao nhất Ba Lan, Cung điện Văn hóa và Khoa học

| Cấp   | Tên                        | Hình ảnh | Chiều cao m (ft) |
| ----- | -------------------------- | -------- | ---------------- |
| 1.    | Cung văn hóa khoa học      |          | 237 (778)        |
| 2.    | Spire Warsaw               |          | 220 (720)        |
| 3.    | Tháp thương mại Warsaw     |          | 208 (682)        |
| 4.    | Q22                        |          | 195 (640)        |
| 5.    | Złota 44                   |          | 192 (630)        |
| 6.    | Rô 1                       |          | 192 (630)        |
| 7.    | Khách sạn Marriott         |          | 170 (560)        |
| số 8. | Trung tâm tài chính Warsaw |          | 165 (541)        |
| 9.    | Khách sạn Warsaw           |          | 164 (538)        |
| 10.   | Quốc tế Twarda 2/4         |          | 160 (520)        |
| 11.   | Tháp Oxford                |          | 150 (490)        |
| 12.   | Intraco tôi                |          | 139 (456)        |
| 13.   | Tòa nhà Spektrum           |          | 128 (420)        |
| 14.   | Błękitny Wieżowiec         |          | 120 (390)        |
| 15.   | Thành phố Łucka            |          | 120 (390)        |
| 16.   | Plaza Thiên niên kỷ        |          | 117 (384)        |
| 17.   | Tháp Orco                  |          | 115 (377)        |
| 18.   | Khách sạn Novotel Warsaw   |          | 110 (360)        |
| 19.   | Tháp Babka                 |          | 105 (344)        |
| 20.   | Złote Tarasy               |          | 105 (344)        |
| 21.   | Skylight                   |          | 105 (344)        |
| 22.   | Tháp PZU                   |          | 105 (344)        |
| 23.   | IImet                      |          | 103 (338)        |
| 24.   | Świętokrzyska 35           |          | 103 (338)        |

## Đang xây dựng
|    | Tên               | Chiều cao (m) |
| -- | ----------------- | ------------- |
| 1. | Varso             | 310           |
| 2. | Warsaw Unit       | 202           |
| 3. | Karimpol Skyliner | 195           |
| 4. | Công viên thế hệ  | 180           |
| 5. | Tòa nhà Mennica   | 140           |
| 6. | The Warsaw Hub    | 130 × 2       |
| 7. | Spark             | 130           |

## Đề xuất
|    | Tên                        | Chiều cao (m) |
| -- | -------------------------- | ------------- |
| 1  | Công viên trung tâm        | 220           |
| 2  | Ema Nowilia                | 207           |
| 3  | Karimpol Skyliner          | 195           |
| 4  | Warsaw một                 | 188           |
| 6  | Tháp Roma                  | 170           |
| 7  | Tháp HPO                   | 167           |
| 8  | Tháp PHN                   | 150           |
| 9  | Tháp tự do                 | 140           |
| 11 | Trung tâm văn phòng B4     | 120           |
| 12 | Wieżowiec Włodarzewska SA  | 120           |
| 13 | Impexmetal Towers          | 102           |
| 14 | Wieżowiec Gminy Żydowskiej | 100           |